# Jong Soung Kimm

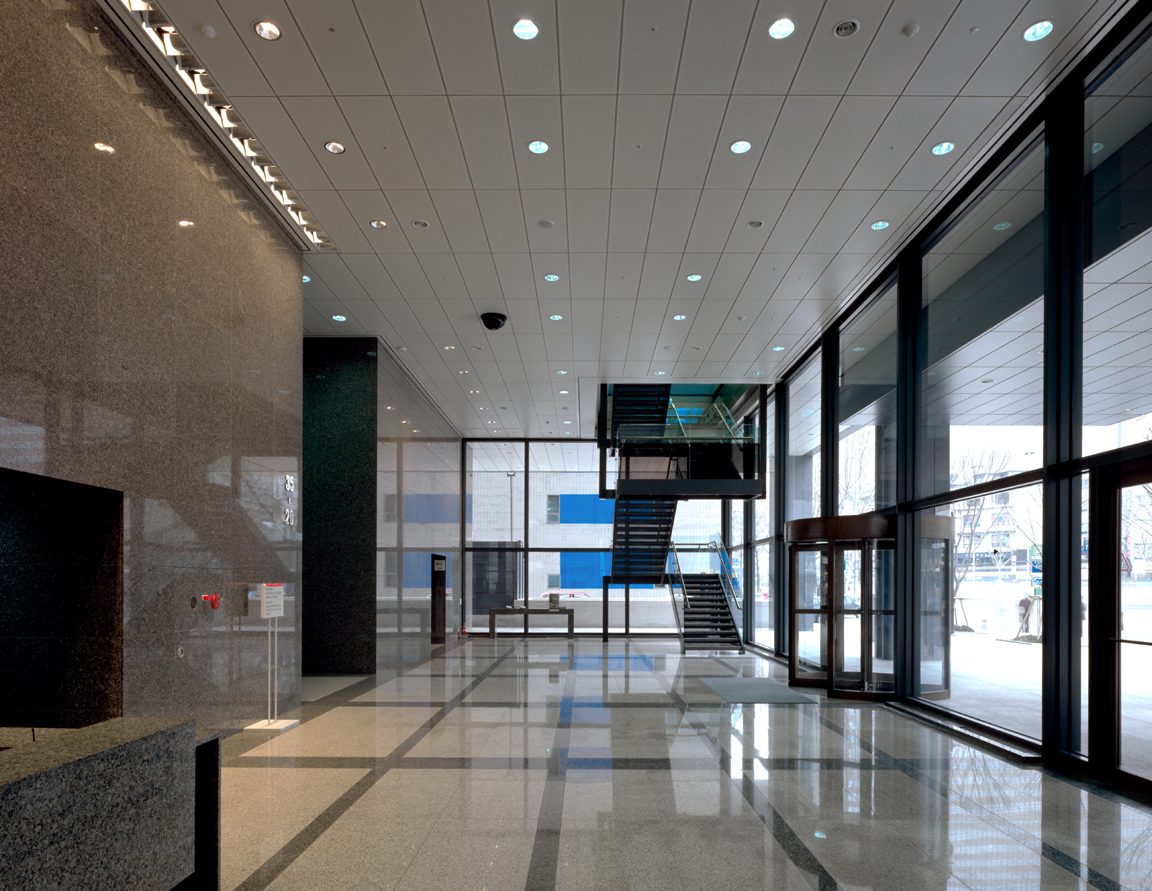
Seul, SK Corporation Building, 1986-1999

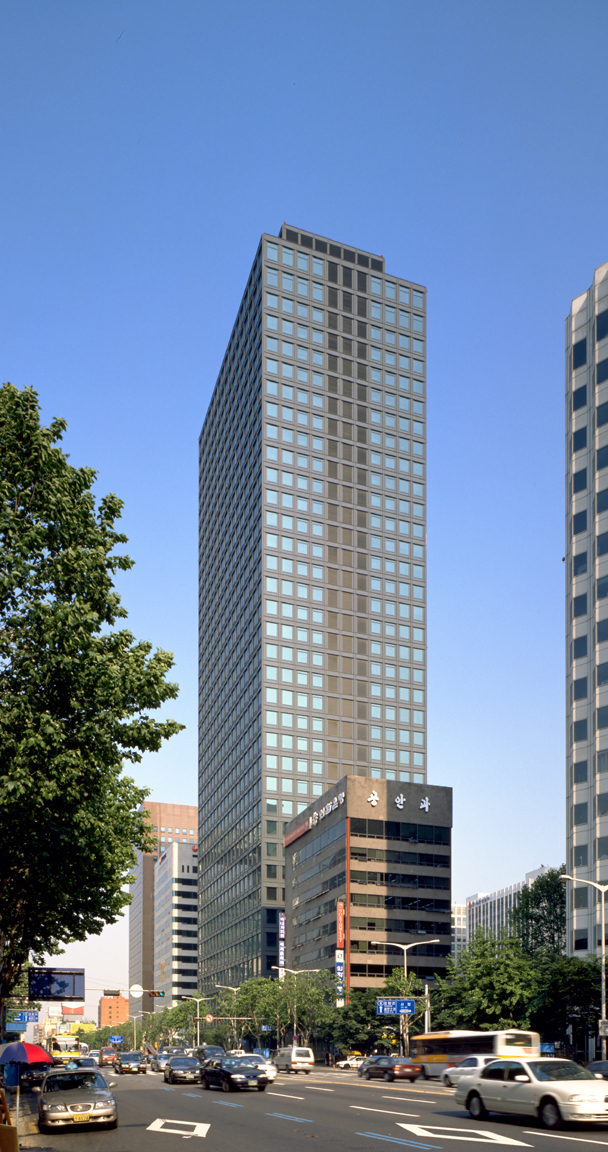
Seul, SK Corporation Building, 1986-1999

Jong Soung Kimm (kor. 김종성; ur. 1935 w Seulu) – koreański architekt, laureat honorowych nagród Koreańskiego Instytutu Architektów (KIA) w 1983, 1992, 1999 i 2000, w 1986 Grand Prix Architektury Seulu, w 1988 Srebrnej Nagrody Architektury Seulu, w 2000 Grand Prix Architektury Koreańskiej i nagrody Korean Society of Steel Construction KSSC (Seul).
Przedstawiciel neomodernizmu w architekturze, kontynuator tradycji modernizmu inspirowanej dorobkiem Miesa van der Rohe. Założyciel SAC International, Ltd. Współtwórca różnorodnych, rozpoznawalnych na świecie obiektów jak: Hala podnoszenia ciężarów na igrzyska olimpijskie w Seulu 1988; Muzeum Sztuki Współczesnej Sonje w Kyongju; Centrum Badań Systemów Energetycznych na Uniwersytecie Ajou w Suwon; Hotel Hilton International w Seulu, czy niedawno ukończona siedziba korporacji SK w Seulu.

## Życiorys
Dyplom architekta uzyskał na Narodowym Uniwersytecie w Seulu. Studia i tytuł magistra otrzymał także na Illinois Institute of Technology – IIT. W latach 60. pracował w biurze Miesa van der Rohe. Równolegle uczył na IIT do roku 1978, w którym założył w Seulu biuro doradztwa architektonicznego SAC International, Ltd, z jakim związany jest od 30 lat.
Udział w międzynarodowych wydarzeniach architektonicznych: 1990 Kongres UIA w Montrealu; 1995 Konferencja ANYWISE w Seulu; 1998 obrady Instytutu Badawczego Historii Sztuki i Nauk Humanistycznych Getty w Los Angeles; 2001 Rada Budownictwa Wysokiego i kongres Urban Habitat World w Melbourne. 2002 komisarz pawilonu koreańskiego na Biennale Architektury w Wenecji. Członek jury w wielu międzynarodowych konkursach architektonicznych, w tym, w 2002–03 przewodniczący jury konkursu na Wielkie Muzeum Egipskie, a w 2009 na Muzeum Historii Polski.
Jest członkiem:
- AIA – Amerykańskiego Instytutu Architektów w Nowym Jorku
- KIA – Koreańskiego Instytutu Architektów w Seulu

## Realizacje
- 1977-1983 Seoul Hilton International, Seul
- 1980-1982 Biblioteka Koreańskiej Akademii Wojskowej, Seul
- 1981-1984 Siedziba Daewoo Securities Company, Ltd, Seul
- 1982-1984 Siedziba Fundacji Daewoo, Seul
- 1984-1984 Plan nowego miasta Mokdong, Seul
- 1984-1986 Hala podnoszenia ciężarów na igrzyska olimpijskie w Seulu
- 1984-1986 Zespół mieszkaniowy Mokdong, Seul
- 1985-1985 Plan dzielnicy Insadong, Seul
- 1982-1987 Siedziba Dongyang Company, Ltd, Seul
- 1982-1987 Centrum konferencyjne Daewoo, Yongin
- 1987-1987 Plan regulacyjny Uniwersytetu Ajou, Suwon
- 1982-1988 Hotel Paradise Beach, Pusan
- 1985-1988 Liceum Yangjung, Seul
- 1986-1988 Koreański Instytut Studiów Społecznych, Sungnam
- 1988-1989 Biblioteka Publiczna Mokdong, Seul
- 1988-1989 Zespół apartamentów Marina Daewoo, Pusan
- 1988-1990 Siedziba Daewoo Electronics Corporation, Ltd, Seul
- 1987-1990 Główny budynek Uniwersytetu Ajou, Suwon
- 1987-1991 Hotel Hilton Kyongju, Kyongju
- 1987-1991 Muzeum Sztuki Współczesnej Sonje, Kyongju
- 1989-1991 Zespół biurowo-rezydencyjny Samho, Seul
- 1989-1991 Instytut Mechaniki Precyzyjnej Uniwersytetu Narodowego, Seul
- 1988-1993 Siedziba Hyosung Corporation, Seul
- 1990-1993 Siedziba Taehan Textile Company, Seul
- 1989-1993 Siedziba Isu Chemical Company, Seul
- 1988-1994 Siedziba Daewoo Securities Company, Ltd, Jeonju
- 1984-1994 Muzeum Uniwersytetu Narodowego, Seul
- 1989-1994 Szpital Uniwersytecki Ajou, Suwon
- 1992-1994 Centrum Badań Energii Uniwersytetu Ajou, Suwon
- 1992-1996 Instytut Zaawansowanych Technologii, Yongin
- 1993-1997 Kompleks Ulsan, SK Corporation, Ulsan
- 1987-1998 Muzeum Historii w Seulu
- 1994-1998 Centrum Sztuki Sonje, Seul
- 1995-1998 Wydział Mechaniki Uniwersytetu Youngnam, Taegu
- 1986-1999 Siedziba SK Corporation, Seul
- 1996-1999 Ośrodek wypoczynkowy w Yangsan
- 1997-2000 Miejski park kąpieliskowy w Ulsan
- 1996-2002 Hala na Olimpiadę Azjatycką 2002, Pusan
- 1995-2004 Szpital Hwasoon Uniwersytetu Jeonnam, Seul
- 2000-2004 Budynek im. Melissy Cha Uniwersytetu Duksung, Hwasoon
- 2001-2004 Centrum Daewoo Shipbuilding & Marine Eng. Co, Okpo

## Galeria fotografii

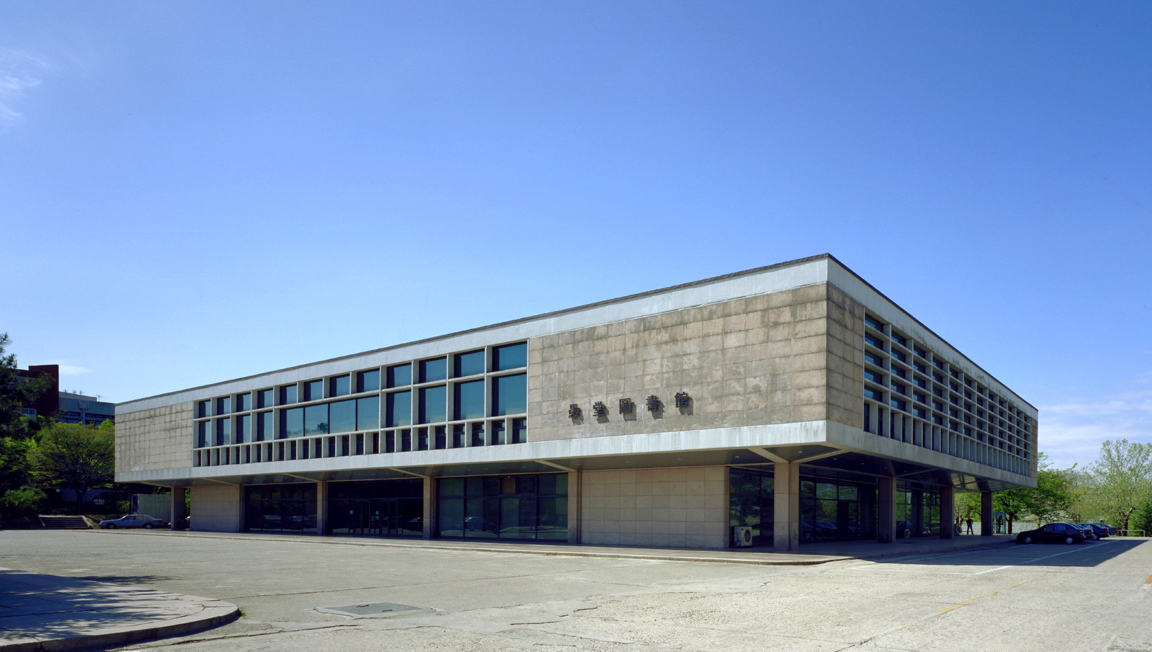
Seul, Biblioteka Koreańskiej Akademii Wojskowej, 1980-1982
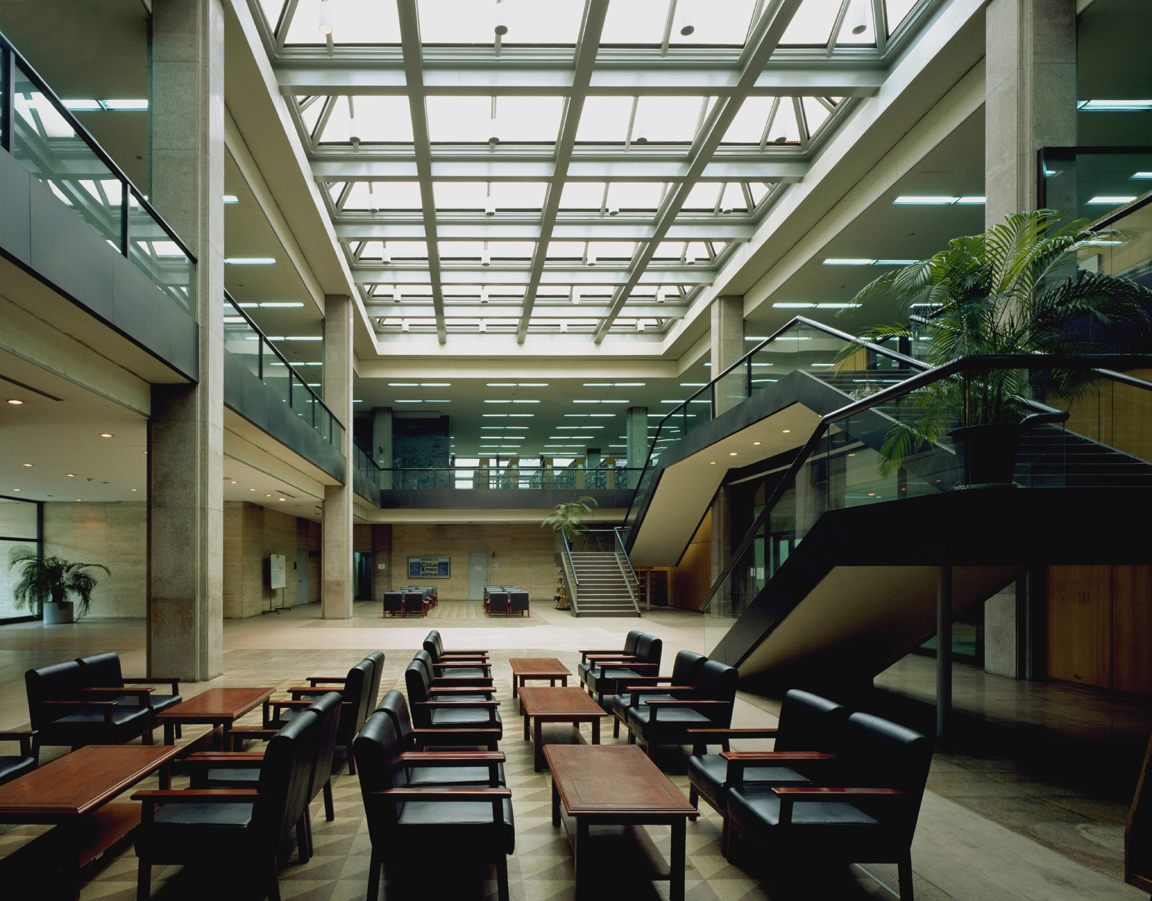
Seul, Biblioteka Koreańskiej Akademii Wojskowej, 1980-1982
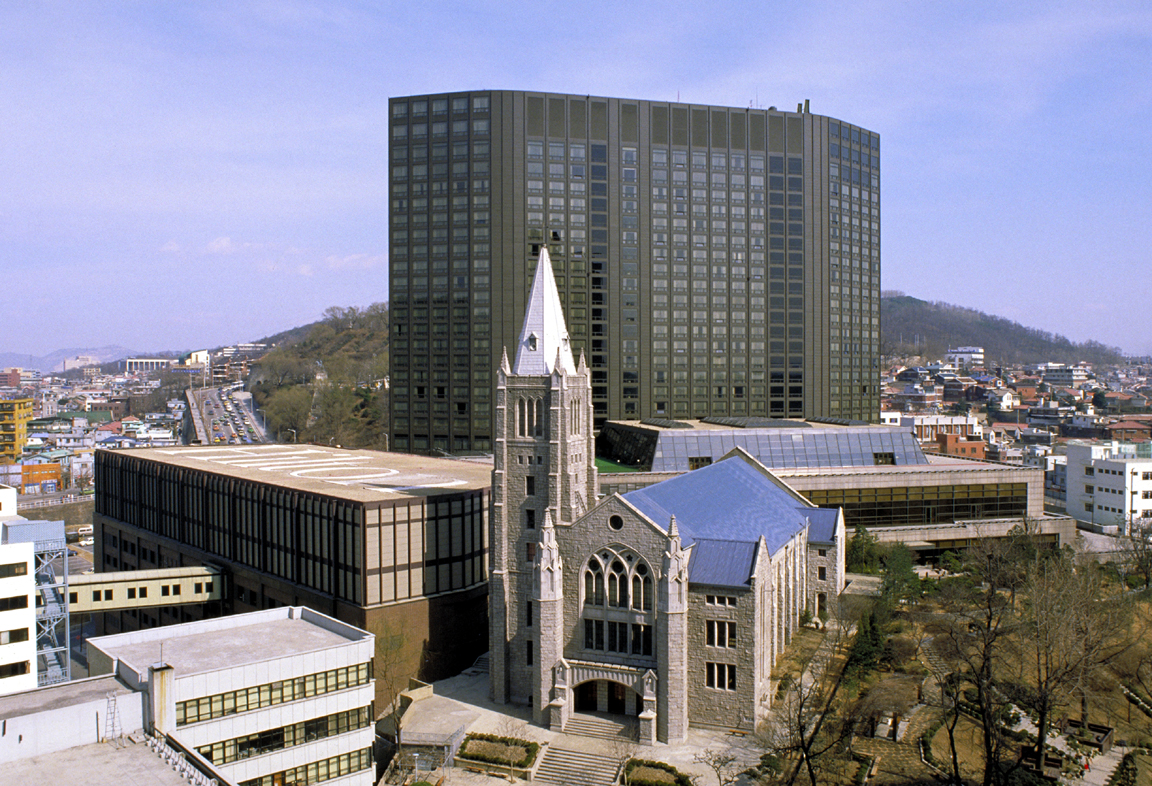
Seul, Hotel Hilton, 1977-1983
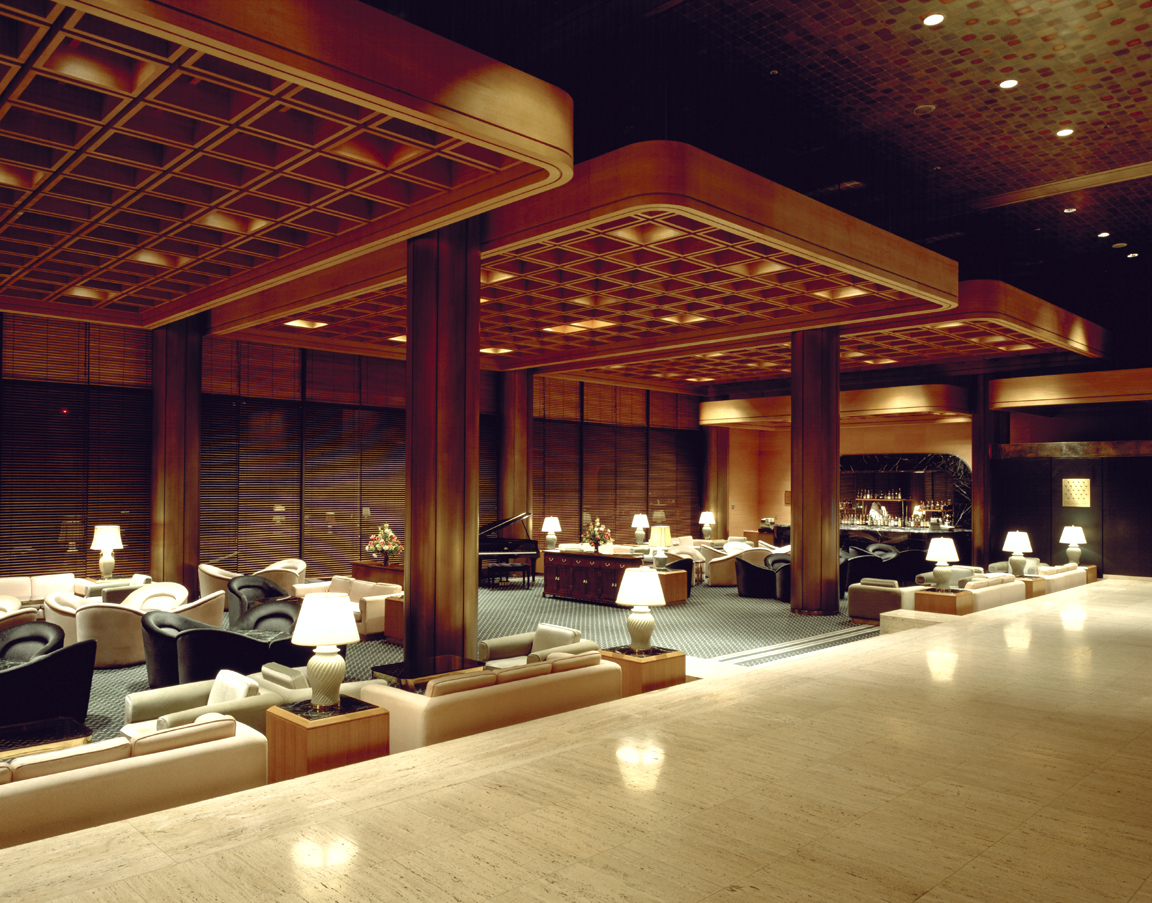
Seul, Hotel Hilton, 1977-1983
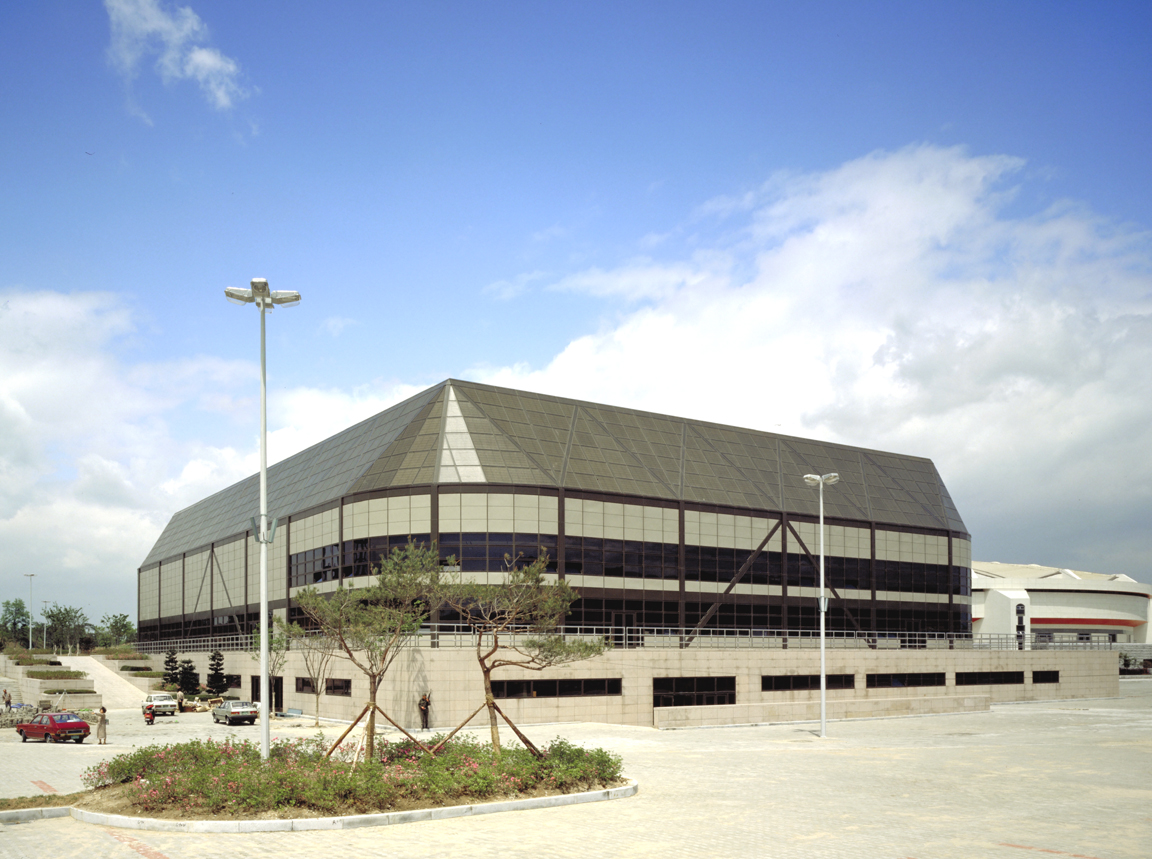
Seul, Hala podnoszenia ciężarów na igrzyska olimpijskie w Seulu, 1984-1986
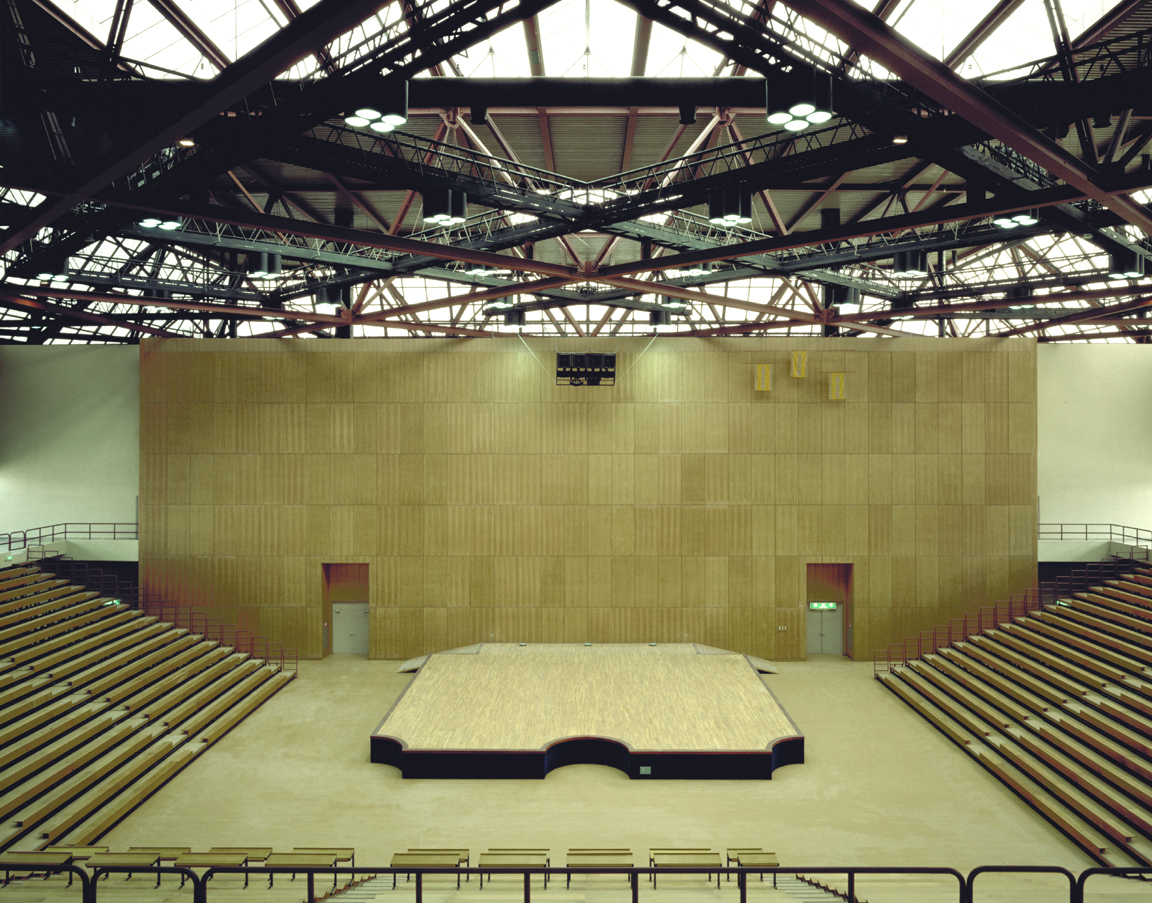
Seul, Hala podnoszenia ciężarów na igrzyska olimpijskie w Seulu, 1984-1986
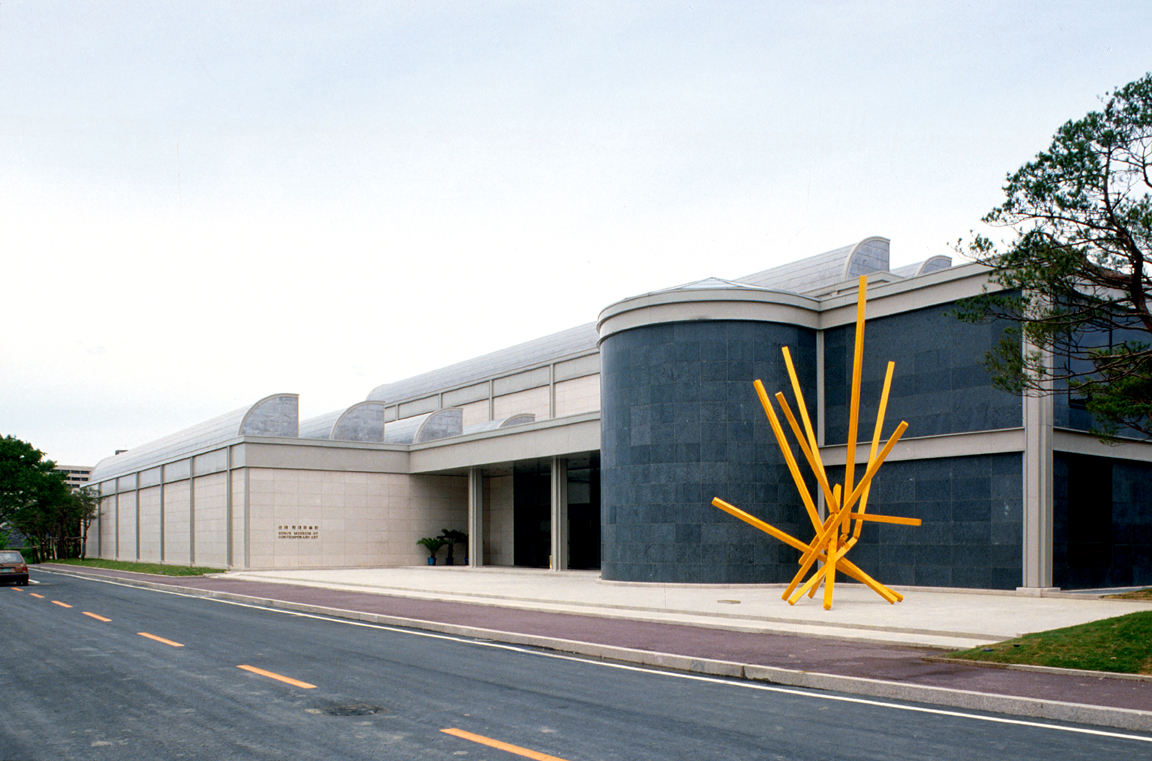
Kyongju, Muzeum Sztuki Współczesnej Sonje, 1987-1991
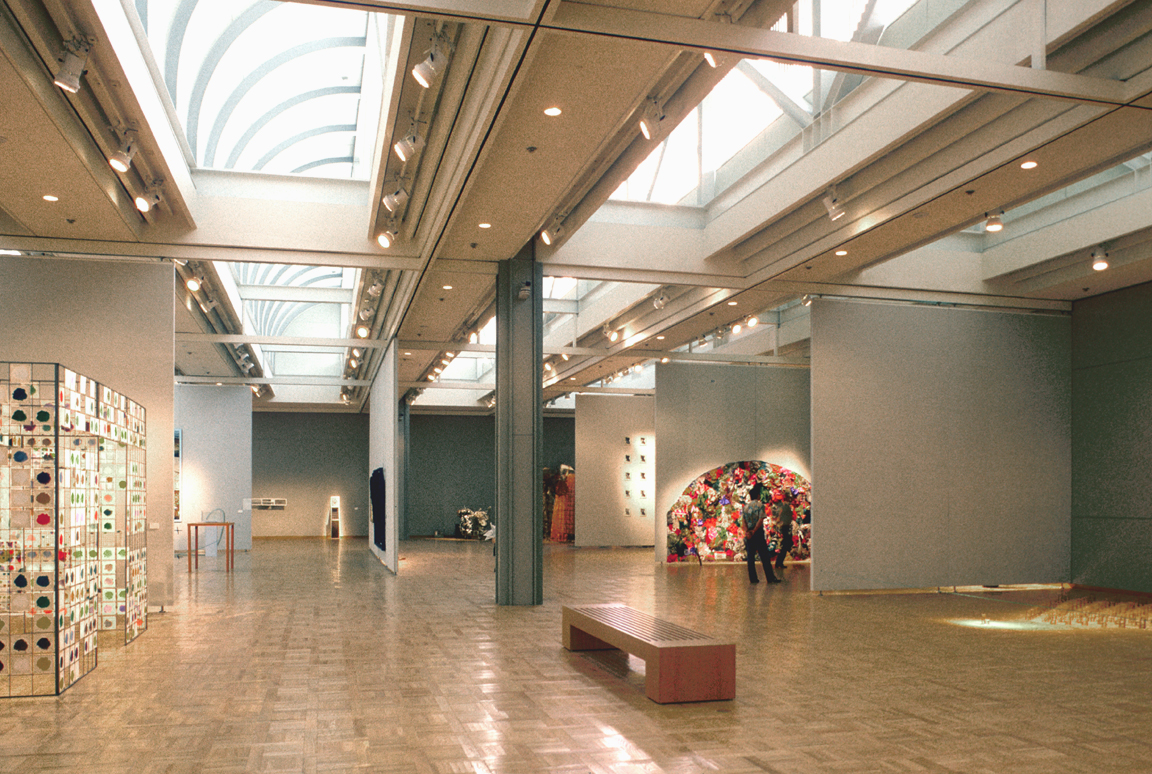
Kyongju, Muzeum Sztuki Współczesnej Sonje, 1987-1991
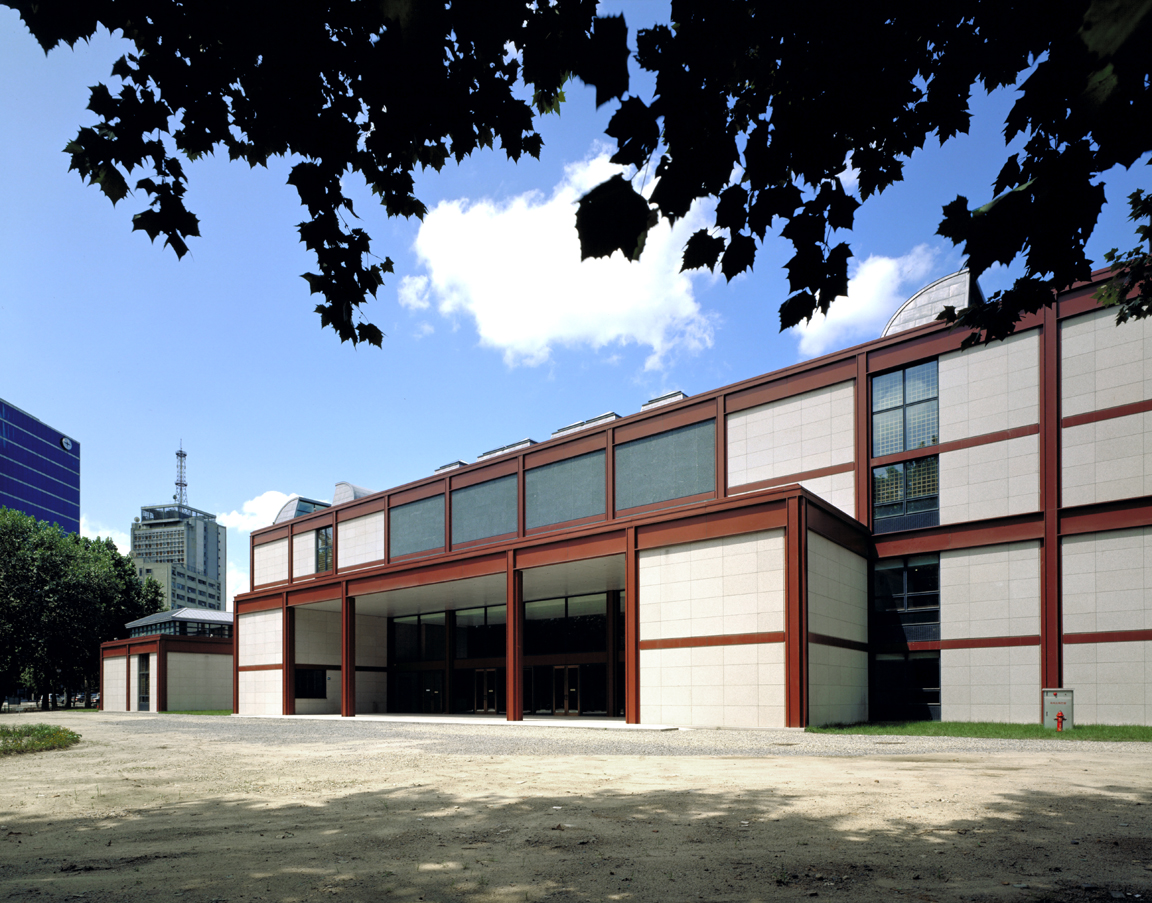
Seul, Muzeum Historii w Seulu, 1987-1998
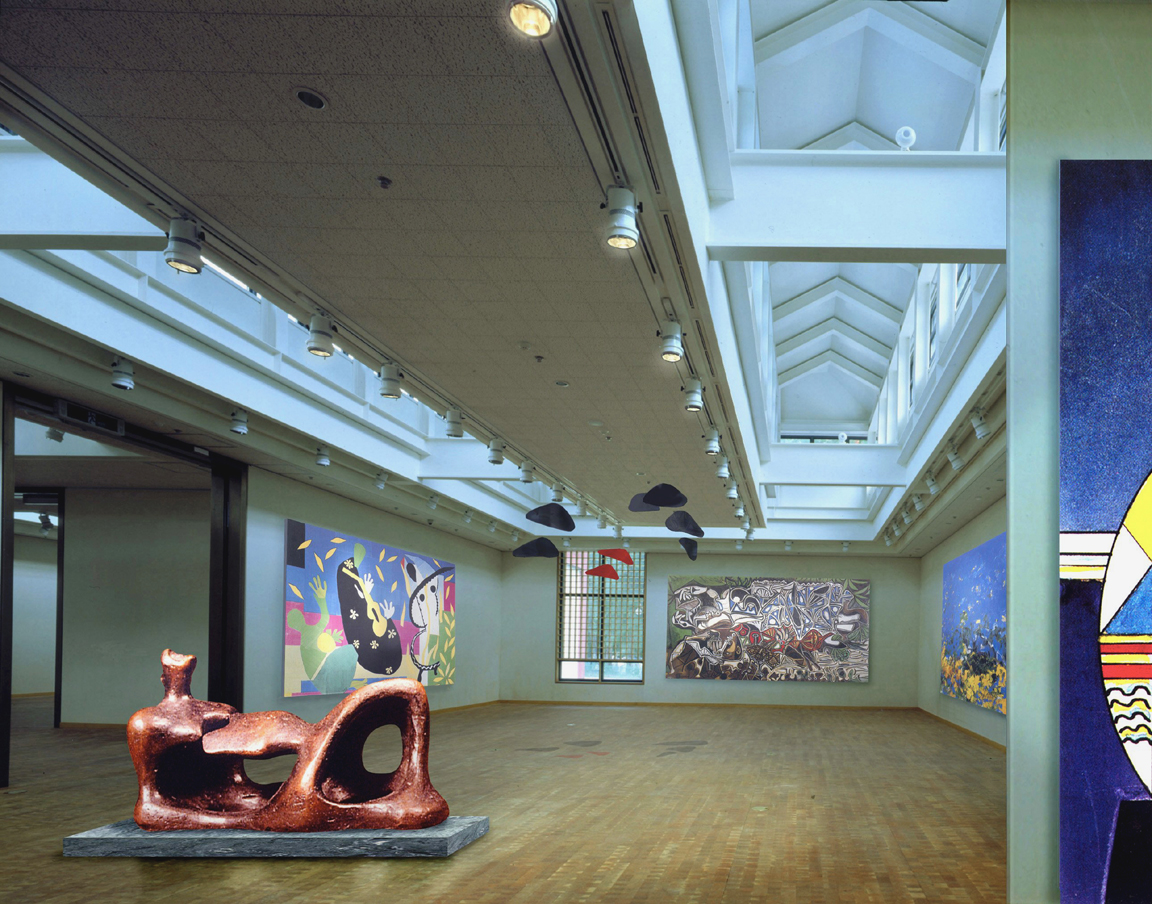
Seul, Muzeum Historii w Seulu, 1987-1998